# 怪盗丽娅
《怪盗丽娅》是日本电视动画。从2010年1月8日深夜24点50分（即1月9日0点50分）开始在电视台九州朝日放送作为短编动画播放。全12話。

## 概要
怪盜麗婭，平時是“Faminya”的看板娘，其實暗中和助手鼠太郎一起策劃對店舖的地下倉庫進行偷盜。大江戶警察局正好位於“Faminya”旁邊，那裡的工口警部、妄想刑警、天然女警組成了笨蛋警察3人組，勢要捉拿怪盜麗婭歸案，但結果卻是屢遭失敗。

## 登場人物
怪盗丽娅
声 - 田中麗奈（早安少女組。）
- 平时是便利店Faminya的店员。

楚太郎
声 - 岡野浩介
- 图谋以下犯上的丽娅的助手。

警官
声 - 陽季想
- 大江戶署的ベテラン警官。有只要撩起のっち的短裙就会无条件原谅のっち任何行为的不好习惯。

刑事
声 - 岡野浩介
女警のっち
声 - 能登有沙（音樂Gatas）
风扇
声 - 三澤紗千香

## 工作人员
- 企劃、原案 - UP-FRONT TREND
- 總監督、分镜 - 吉松孝博
- 監督、演出 - 岩見英明
- 劇本 - 金卷兼一
- 原画 - Mr.A
- 音響監督 - 水島精二
- 动画製作 - スティングレイ
- 制作 - アップフロントスタイル
- 製作 - 怪盗丽娅制作委員会

## 主題曲、插曲
片頭曲
「盗んだハートはココですよ？」
作詞、作曲 - 畑亞貴／編曲 - 森藤晶司／歌 -  小倉唯 with ぷるぷるいゃ〜ん（能登有沙 & 三澤紗千香）
插入曲
「小遣いUP大作戦」
作詞、作曲 - 淳君／編曲 - Berryz工房
使用話數：第1話 - 第3話
「ハレーションサマー」
作詞、作曲 - 淳君／編曲 - Berryz工房
使用話數：第1話

## 各集列表
| 集数 | 日語标题                         | 中文标题                 | 放送日期     |
| ---- | -------------------------------- | ------------------------ | ------------ |
| #1   | 怪盗レーニャ参上やん！           | 我是怪盗丽娅！           | 2010年1月8日 |
| #2   | ナイショの話ィ！                 | 秘密之事！               | 1月15日      |
| #3   | スペ～ス略奪愛！？               | 太空掠夺爱！？           | 1月22日      |
| #4   | うそっ！命狙われた～！           | 骗人！小命不保～！       | 1月29日      |
| #5   | え～ん！ワナにかかったぁ～！     | 什么！中计了～！         | 2月5日       |
| #6   | 忍者になりたぁ～い！             | 我要当忍者！             | 2月12日      |
| #7   | うそっ！レーニャが呪われたぁ～！ | 不是吧！丽娅被诅咒了～！ | 2月19日      |
| #8   | エヘッ♥レーニャのデート大作戦！  | 嘿♥丽娅约会大作战！      | 2月26日      |
| #9   | 新撰組はじめましたぁ～！         | 新撰组成立了～！         | 3月5日       |
| #10  | あ～ん、レーニャ初敗北の巻       | 嗯……丽娅初败北篇         | 3月12日      |
| #11  | 浮気はゆるさぁーん               | 不可以三心二意喔～       | 3月19日      |
| #12  | さらばレーニャ！                 | 再见了，丽娅！           | 3月26日      |

## 播放电视台
日本深夜動畫：下文記載的日本国内播放時間使用日本標準時間（UTC+9）表示。因為部分時間标识會採用30小时制，因此請留意这类超过24:00的时间，其實際播放時間為翌日清晨。
| 播放地域 | 播放电视台   | 播放期間              | 播放时间                |
| -------- | ------------ | --------------------- | ----------------------- |
| 福岡縣   | 九州朝日放送 | 2010年1月8日－3月26日 | 周五 24時50分－24時55分 |